# Lieja-Bastoña-Lieja 2010
La 96.ª edición de la clásica ciclista Lieja-Bastoña-Lieja se disputó el domingo 25 de abril de 2010 con salida en Lieja y llegada en Ans, sobre un trazado de 258 km.
La prueba perteneció a las Carreras Históricas del UCI World Calendar 2010.
Participaron los mismos equipos que unos días antes participaron en la también prueba belga de la Flecha Valona 2010. Formando así un pelotón de 197 ciclistas, con 8 corredores cada equipo (excepto el Euskaltel-Euskadi, Liquigas-Doimo y Androni Giocattoli-Serramenti PVC Diquigiovanni que salieron con 7), de los que acabaron 140; con 139 clasificados tras la desclasificación de Alejandro Valverde (ver sección Alejandro Valverde y la Operación Puerto).
El ganador final fue Aleksandr Vinokúrov tras superar en la pequeña cota final de Ans a su compañero de fuga Aleksandr Kolobnev. Dicha fuga se formó tras la coronar la cota de Roche aux Faucons, a menos de 20 km a meta. En principio Alejandro Valverde obtuvo el tercer puesto hasta que se comunicó su sanción (ver sección (ver sección Alejandro Valverde y la Operación Puerto) tras responder un ataque de Philippe Gilbert en la cota final imponiéndose el español en el sprint de un terceto perseguidor que lo completaba Cadel Evans (que llegó último en dicho grupo). Tras dicha sanción Gilbert pasó al tercer lugar completando el podio final.
En la única clasificación secundaria, la de la montaña, se impuso Thomas De Gendt.

## Recorrido
El recorrido contó con 10 cotas o puertos puntuables:
| Kilómetro | Nombre                              | Longitud | Pendiente media |
| --------- | ----------------------------------- | -------- | --------------- |
| 69 km     | Cota de la Roche-en-Ardenne         | 2,8 km   | 4,9 %           |
| 116 km    | Cota de Saint-Roch                  | 0,8 km   | 12,0 %          |
| 159 km    | Cota de Wanne                       | 2,7 km   | 7,0 %           |
| 166 km    | Cota de Stockeu (Stèle Eddy Merckx) | 1,1 km   | 10,5 %          |
| 186 km    | Puerto de Rosier                    | 6,4 km   | 4 %             |
| 198 km    | Puerto de Maquisard                 | 2,8 km   | 4,5 %           |
| 209 km    | Mont-Theux                          | 2,7 km   | 5,2 %           |
| 223 km    | Cota de la Redoute                  | 2,1 km   | 8,4 %           |
| 238 km    | Cota de la Roche aux Faucons        | 1,5 km   | 9,9 %           |
| 252 km    | Cota de Saint-Nicolas               | 1,0 km   | 11,1 %          |

## Equipo participantes
| N.      | Código | Equipo              |
| ------- | ------ | ------------------- |
| 1-8     | SAX    | Team Saxo Bank      |
| 11-18   | GCE    | Caisse d'Epargne    |
| 21-28   | OLO    | Omega Pharma-Lotto  |
| 31-38   | KAT    | Team Katusha        |
| 41-48   | SKY    | Team Sky            |
| 51-58   | LAM    | Lampre-Farnese Vini |
| 61-68   | FDJ    | Française des Jeux  |
| 71-78   | EUS    | Euskaltel-Euskadi   |
| 81-88   | GRM    | Garmin-Transitions  |
| 91-98   | QST    | Quick Step          |
| 101-108 | RAB    | Rabobank            |
| 111-118 | ALM    | AG2R La Mondiale    |
| 121-128 | BMC    | BMC Racing Team     |

| Num     | Código | Equipo                       |
| ------- | ------ | ---------------------------- |
| 131-138 | CTT    | Cervélo Test Team            |
| 141-148 | AST    | Astana                       |
| 151-158 | COF    | Cofidis                      |
| 161-168 | MRM    | Team Milram                  |
| 171-178 | RSH    | Team RadioShack              |
| 181-188 | AND    | Androni Giocattoli           |
| 191-198 | THR    | Team HTC-Columbia            |
| 201-208 | BTL    | Bbox Bouygues Telecom        |
| 211-218 | LIQ    | Liquigas-Doimo               |
| 221-228 | ASA    | Acqua & Sapone               |
| 231-238 | TSV    | Topsport Vlaanderen-Mercator |
| 241-248 | LAN    | Landbouwkrediet-Colnago      |

## Clasificación final
| Pos. | Ciclista            | Equipo                | Tiempo     |
| ---- | ------------------- | --------------------- | ---------- |
| 1.   | Aleksandr Vinokúrov | Astana                | 6h 37' 48" |
| 2.   | Aleksandr Kolobnev  | Katusha               | + 6"       |
| 3.   | Philippe Gilbert    | Omega Pharma-Lotto    | m.t.       |
| 4.   | Cadel Evans         | BMC Racing            | m.t.       |
| 5.   | Andy Schleck        | Saxo Bank             | + 1' 07"   |
| 6.   | Igor Antón          | Euskaltel-Euskadi     | m.t.       |
| 7.   | Chris Horner        | RadioShack            | m.t.       |
| 8.   | Frank Schleck       | Saxo Bank             | m.t.       |
| 9.   | Alberto Contador    | Astana                | m.t.       |
| 10.  | Thomas Voeckler     | Bbox Bouygues Telecom | + 1' 18"   |

## Alejandro Valverde y la Operación Puerto
A pesar de que Alejandro Valverde no diese positivo en esta carrera ni en las anteriores durante el año, el 30 de mayo la UCI, a instancias del TAS, decidió anular todos los resultados del ciclista español durante el 2010 debido al Caso Valverde.
Por lo tanto oficialmente Valverde fue descalificado de esta clásica belga con la indicación "0 DSQ" (descalificado) aunque indicando el tiempo con el que había acabado la carrera en la que finalizó octavo. Su exclusión supuso que los corredores que quedaron por detrás de él (hasta el 20º) subiesen un puesto en la clasificación, quedando vacante la vigésima posición.
Esta sanción también tuvo incidencia en el UCI World Ranking ya que sus puntos pasaron a otros corredores reestructurándose así no solo la clasificación individual sino la de por equipos y la de por países.